# زكي مبارك
محمد زكي عبد السلام مبارك (1310- 1371 هـ / 1892- 1952 م) هو أديب وشاعر وصَحَفي مصري، وأستاذ جامعي. حصل على ثلاث درجات دكتوراه فلقِّب بالدكاترة زكي مبارك. درَّس في الجامعة المصرية عدَّة سنوات، وعمل مفتشًا عامًّا للغة العربية، ونشر مقالات دورية بمجلة الرسالة على مدار سنوات، تضمَّنت الكثير من سِجالاته ومعاركه الأدبية التي اشتَهَر بها مع كبار أدباء عصره ومثقفيه.

## سيرته
وُلد زكي مبارك في قرية سنتريس بمحافظة المنوفية، يوم الجمعة 12 المحرَّم 1310هـ الموافق 5 أغسطس (آب) 1892م. 
التحقَ بالأزهر عام 1908 وحصل على شهادة الأهلية منه عام 1916، وليسانس الآداب من الجامعة المصرية عام 1921، الدكتوراه في الآداب من الجامعة ذاتها عام 1924 ثم دبلوم الدراسات العليا في الآداب من مدرسة اللغات الشرقية، في باريس عام 1931 ثم الدكتوراه في الآداب من جامعة السوربون عام 1937.
كان طه حسين سببَ خروجه من الجامعة إلى الشارع بلا وظيفة وبلا مرتب، بالرغم من حصوله علي الدكتوراه ثلاث مرات وتأليفه أكثر من أربعين كتابا، وقد أتيح له أن يعمل في الجامعة المصرية، وعمل في الجامعة الأمريكية وعين مفتشاً للمدارس الأجنبية في مصر ولكنه لم يستقر في هذه الوظيفة واخرج منها بعد أن جاء النقراشي وزيرا للمعارف والدكتور السنهوري وكيلا للوزارة.
وعمل في الصحافة أعواما طويلة ويحدثنا انه كتب لجريدة البلاغ وغيرها من الصحف نحو ألف مقال في موضوعات متنوعة. وانتدب في عام 1937م للعراق للعمل في دار المعلمين العالية، وقد سعد في العراق بمعرفة وصداقة كثير من أعلامه، وعلي الرغم مما لقي في العراق من تكريم إلا انه ظل يحس بالظلم في مصر وهو يعبر عن ظلمه اصدق تعبير بقوله «إن راتبي في وزارة المعارف ضئيل، وأنا أكمله بالمكافأة التي آخذها من البلاغ أجرا علي مقالات لا يكتب مثلها كاتب ولو غمس يديه في الحبر الأسود… إن بني آدم خائنون تؤلف خمسة وأربعين كتاباً منها اثنان بالفرنسية وتنشر ألف مقالة في البلاغ وتصير دكاترة ومع هذا تبقي مفتشاً بوزارة المعارف».

## أعماله
- مدامع العشاق
- النثر الفني في القرن الرابع
- عبقرية الشَّريف الرَّضي
- الأسمار والأحاديث

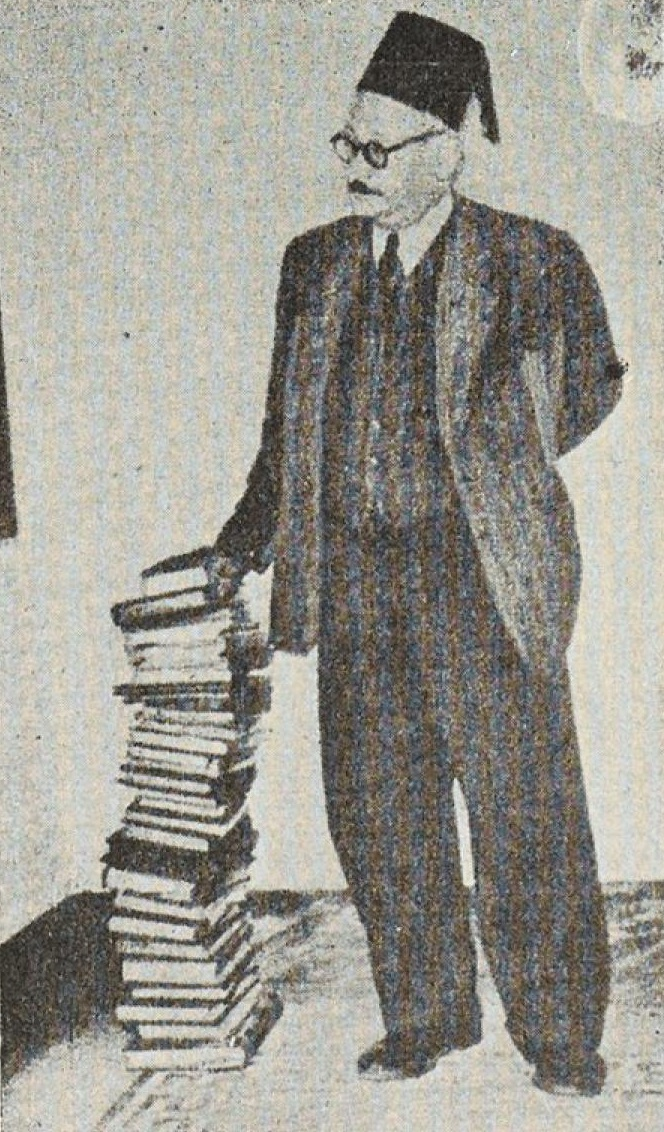
زكي مبارك أمام مصنفاته.

- التَّصوف الإسلامي في الأدب والأخلاق
- الأخلاق عند الغزالي
- الموازنة بين الشعراء
- ذكريات باريس
- العشاق الثلاثة
- وحي بغداد
- ليلى المريضة في العراق
- حب ابن أبي ربيعة
- اللغة والدين والتقاليد
- جناية أحمد أمين على الأدب العربي

## جوائزه
- وسام الرافدين، العراق، 1947.

## وفاته
في يوم الثلاثاء 22 يناير 1952 سقط مغشيًّا عليه في شارع عماد الدين، وأصيب في رأسه، فنُقل إلى المستشفى حيث بقي غائبًا عن الوعي حتى وافته المنية، يوم الأربعاء 26 من ربيع الآخر 1371هـ الموافق 23 يناير (كانون الثاني) 1952م.

## روابط خارجية
- زكي مبارك على موقع أرشيف الشارخ.